# Парросель, Пьер
Пьер Парросель (фр. Pierre Parrocel; 1664, Авиньон — 1739, Париж) — французский живописец и гравёр. Представитель большой художественной семьи. Племянник Жозефа, сын художника Луи Парроселя (1634—1703) и брат художника Жака-Иньяса Парроселя (1667—1722).

## Биография
Пьер Парросель родился в Авиньоне в большой семье художников, включая его дядю Жозефа Парроселя и отца Луи Парроселя. Сначала он обучался у своего дяди, а затем у Карло Маратты в Риме, в 1730 году стал членом римской Академии Святого Луки.
Его основная работа как живописца связана с галерей отеля де Ноай в Сен-Жермен-ан-Ле, где он представил историю Товита в тринадцати картинах. Он также написал «Коронование Девы Марии» для церкви Святой Марии в Марселе. Он отвечал за украшение монастыря Сен-Пьер, для чего написал серию картин о жизни святого Антония Падуанского, которые хранятся в церкви.
Пьер Парросель также занимался офортом; но не был столь же успешен как в живописи. Из четырнадцати оставленных им гравюр наиболее примечательна «Триумф Афродиты».
Его сын Жозеф Франсуа Парросель (1704—1781), родившийся в Авиньоне и умерший в Париже, продолжил семейную традицию и украсил Дворец Рур в Авиньоне.

## Галерея

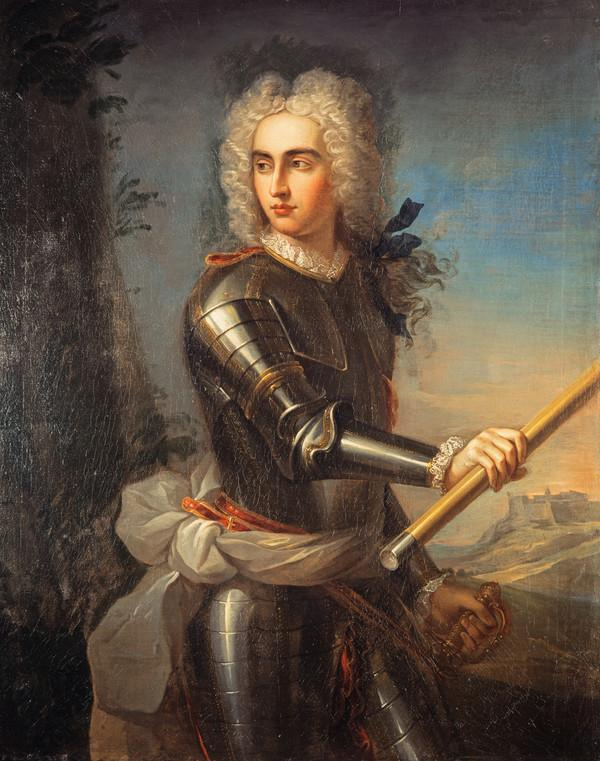
Джордж Кейт, 10-й граф Маришаль. 1716. Холст, масло. Национальная галерея Шотландии, Эдинбург
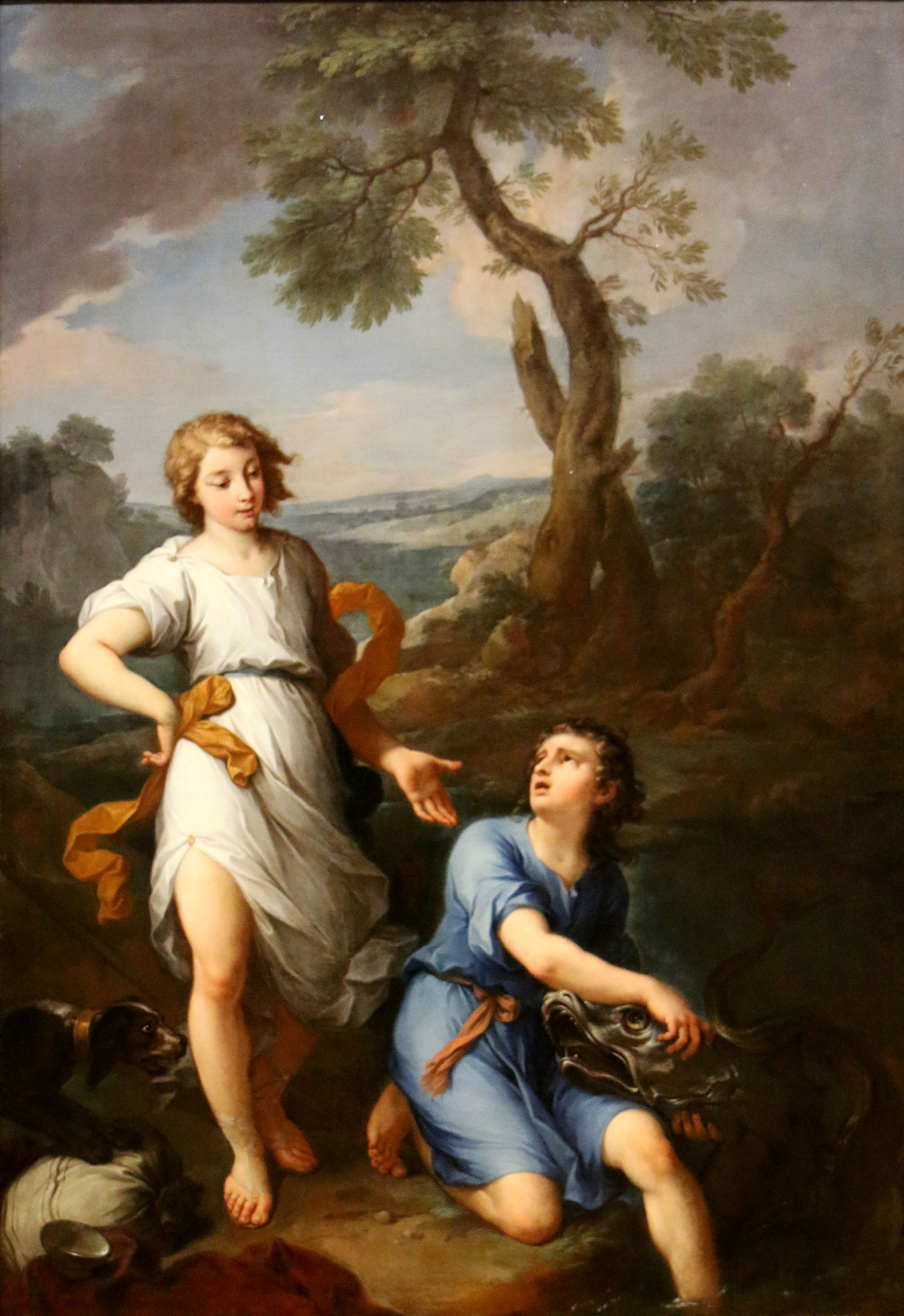
Ловля рыбы. Холст, масло. Музей изобразительных искусств, Марсель
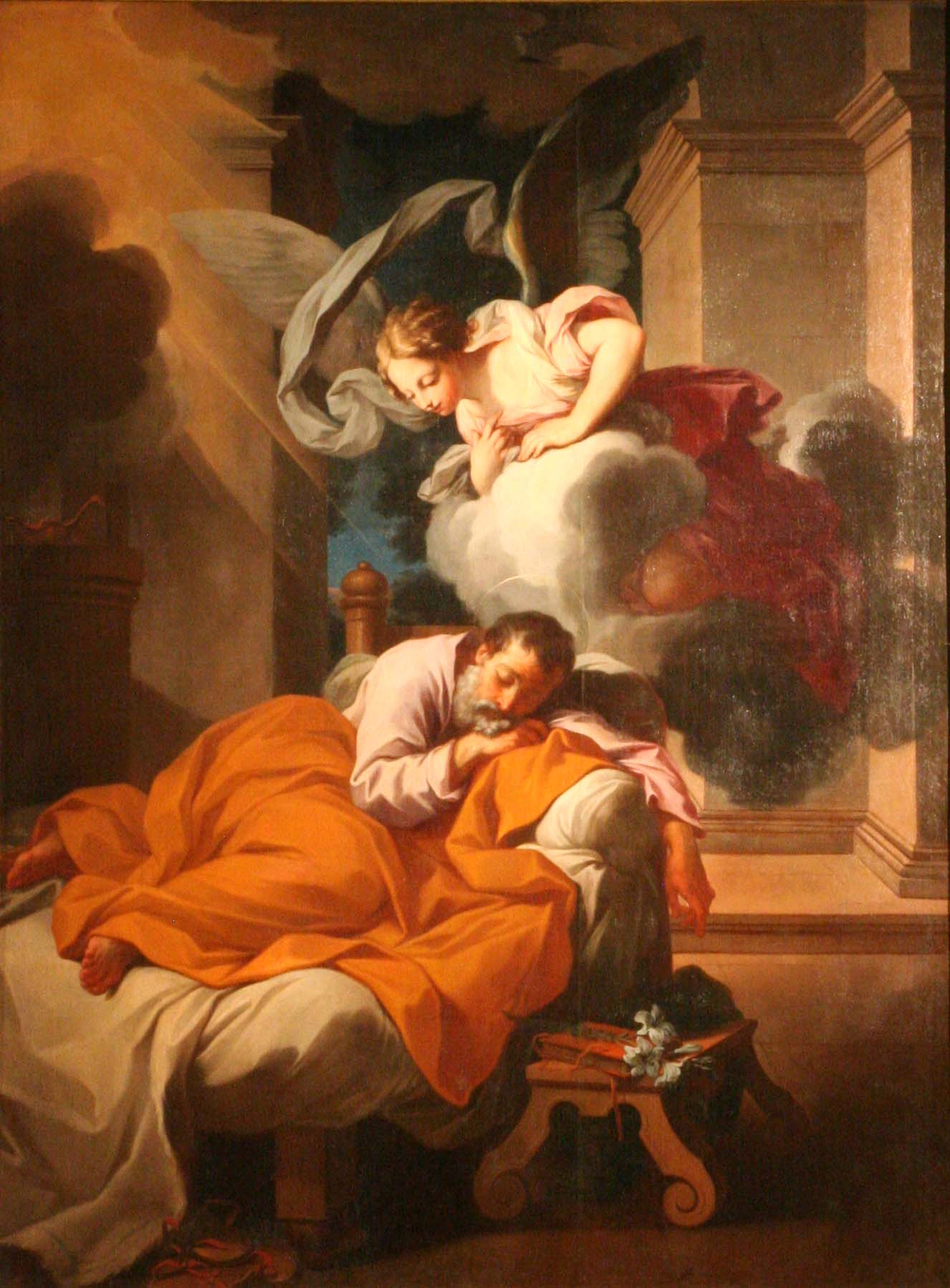
Сон Иосифа. Холст, масло. Собор Нотр-Дам и Сен-Кастор, Ним
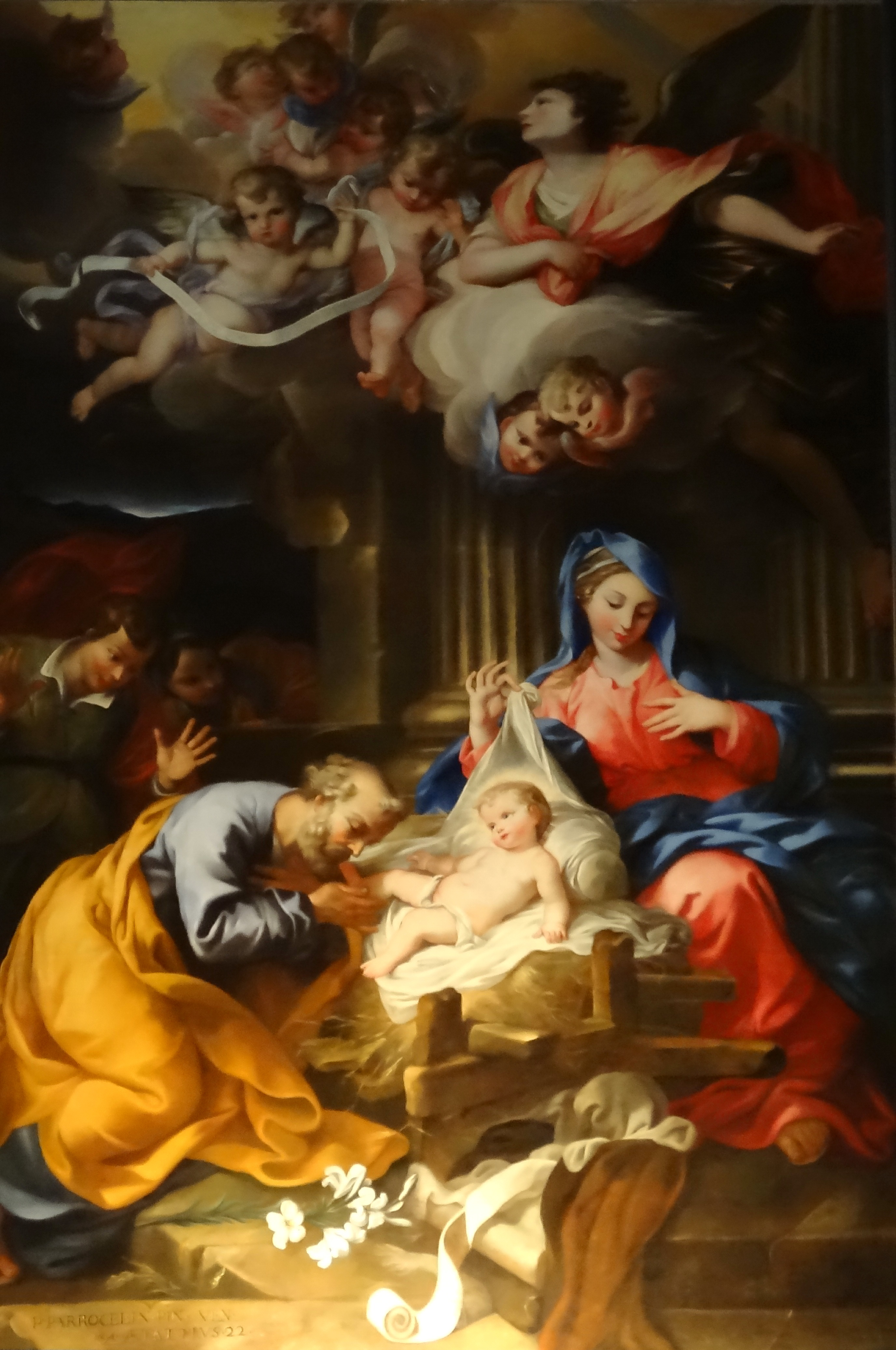
Святой Иосиф поклоняется младенцу Иисусу. 1694. Холст, масло. Базилика Нотр-Дам, Мулен
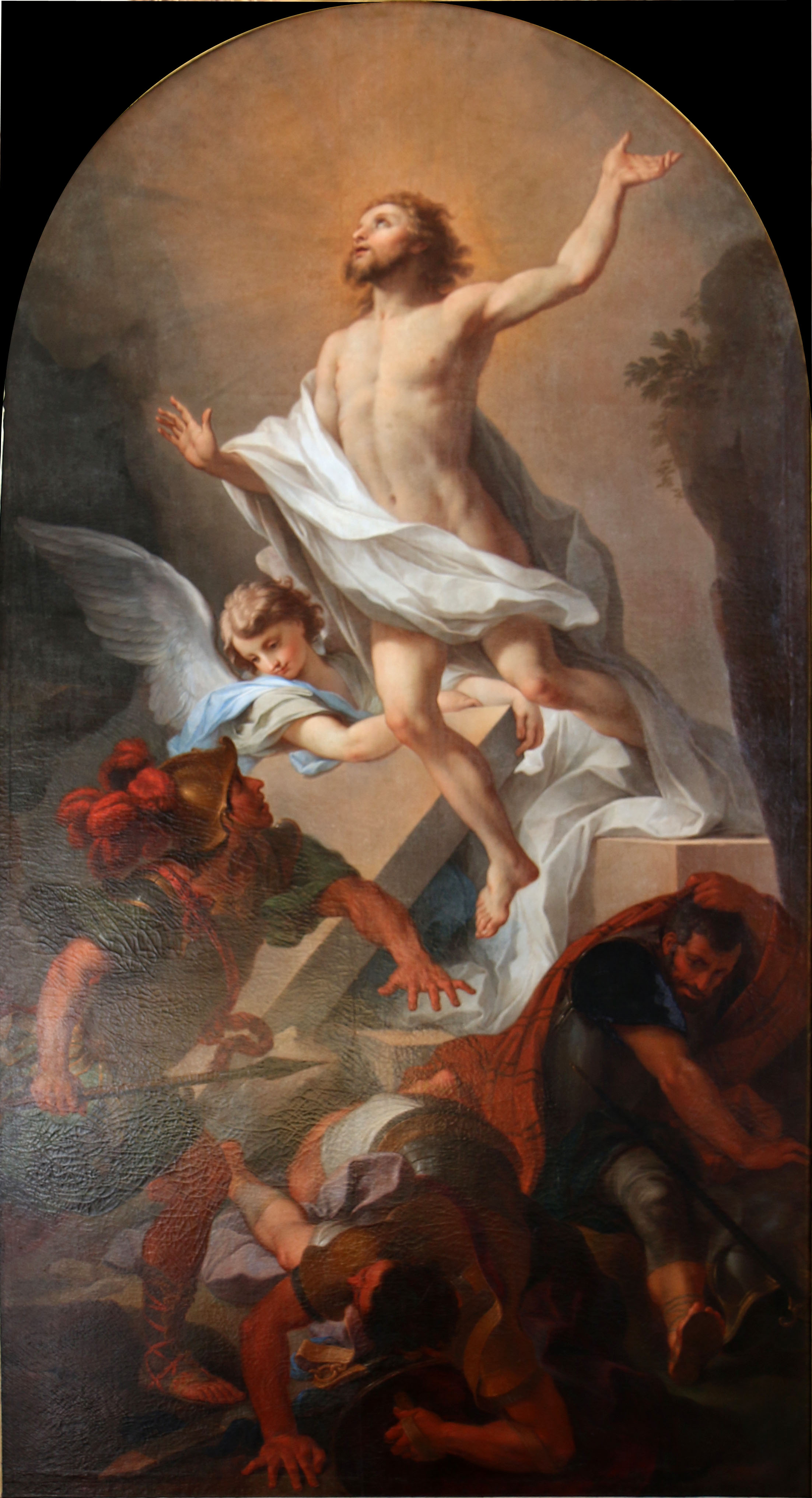
Воскресение Христа. 1725. Холст, масло. Музей Кальве, Авиньон
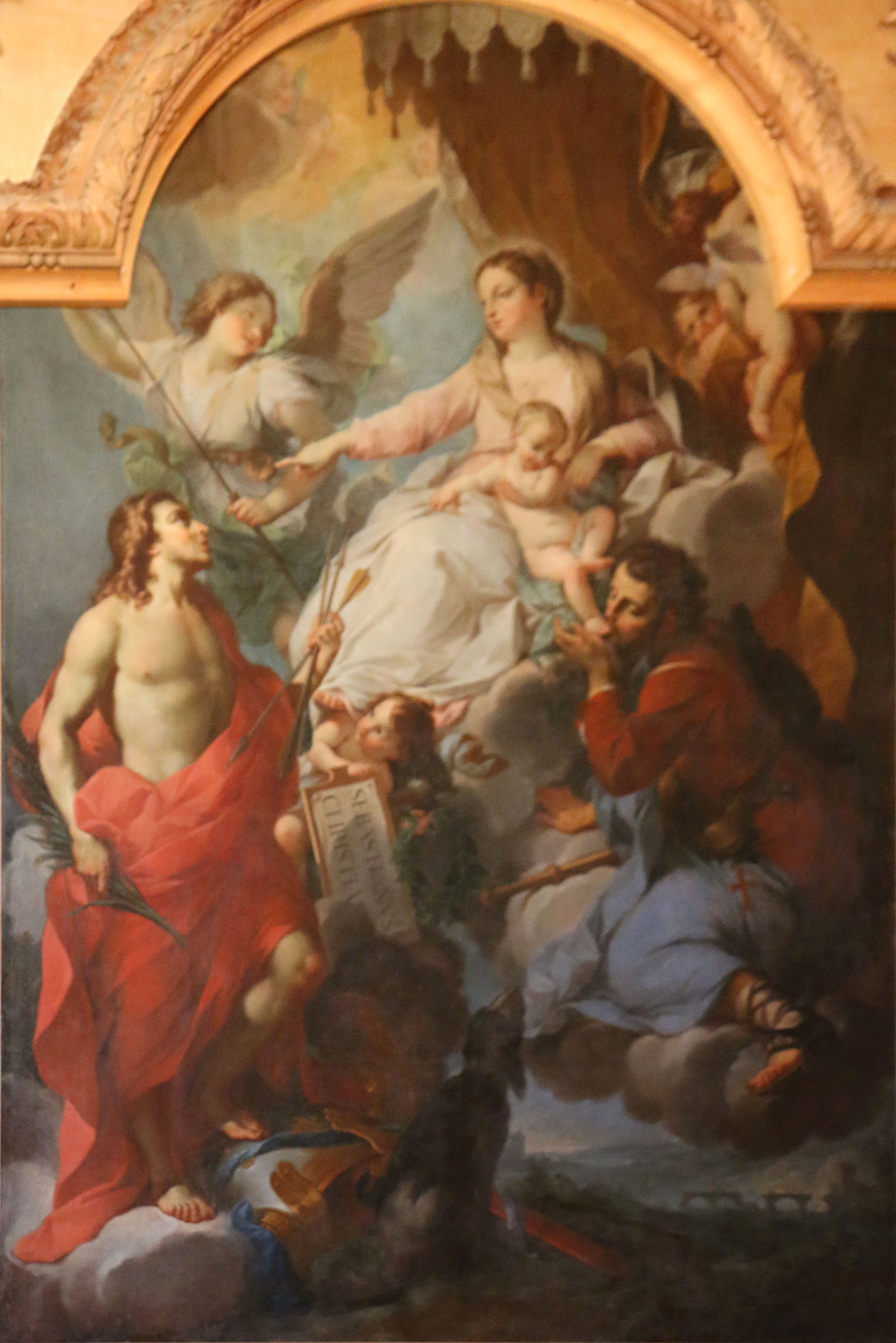
Дева Мария, Святой Себастьян и Святой Рох. Капелла Чёрных Кающихся, Вильфранш-де-Руэрг, Франция